# Coupe Spengler 1959
Navigation
Édition précédente Édition suivante
La Coupe Spengler 1959 est la 33e édition de cette compétition de Hockey sur glace organisée par le Hockey Club Davos. Elle a lieu du 27 au 31 décembre 1959 au Eissportstadion, à Davos en Suisse. Premier du classement final, l'Athletic Club de Boulogne-Billancourt devient le premier club français à remporter le tournoi.

## Classement
| Clt   | Équipe                     | PJ | V | D | N | BP | BC | Diff | Pts |
| ----- | -------------------------- | -- | - | - | - | -- | -- | ---- | --- |
| +001, | AC de Boulogne-Billancourt | 4  | 4 | 0 | 0 | 25 | 7  | +18  | 8   |
| +002, | EV Füssen                  | 4  | 3 | 1 | 0 | 17 | 15 | +2   | 6   |
| +003, | Nacka Sportklubb           | 4  | 2 | 2 | 0 | 13 | 18 | -5   | 4   |
| +004, | HC Davos                   | 4  | 1 | 3 | 0 | 12 | 18 | -6   | 2   |
| +005, | Diavoli HC Milan           | 4  | 0 | 4 | 0 | 12 | 21 | -9   | 0   |

- Vainqueur de la Coupe Spengler 1959

## Résultats
| 27 décembre | AC Boulogne-Billancourt | 4-2 (0-1, 3-0, 1-1) | Diavoli HC Milan | Eissportstaion |

| 27 décembre | HC Davos | 2-5 (2-1, 0-4, 0-0) | Nacka SK | Eissportstadion |

| 28 décembre | AC Boulogne-Billancourt | 6-2 (2-1, 0-1, 4-0) | EV Füssen | Eissportstadion |

| 28 décembre | Nacka SK | 5-2 (2-0, 2-1, 1-1) | Diavoli HC Milan | Eissportstadion |

| 29 décembre | EV Füssen | 5-3 (0-0, 2-1, 3-2) | Nacka SK | Eissportstadion |

| 29 décembre | HC Davos | 6-3 (1-0, 2-1, 3-2) | Diavoli HC Milan | Eissportstadion |

| 30 décembre | AC Boulogne-Billancourt | 9-0 (2-0, 3-0, 4-0) | Nacka SK | Eissportstadion |

| 30 décembre | HC Davos | 1-4 (0-1, 1-2, 0-1) | EV Füssen | Eissportstadion |

| 31 décembre | EV Füssen | 6-5 (0-1, 2-0, 4-4) | Diavoli HC Milan | Eissportstadion |

| 31 décembre | HC Davos | 3-6 (0-2, 1-3, 2-1) | AC Boulogne-Billancourt | Eissportstadion |